# II Cumbre de Unasur
La II Cumbre de Unasur fue el encuentro del Consejo de Jefes de Estado y de Gobierno de la Unasur, celebrado en Quito, Ecuador, el 10 de agosto de 2009, coincidiendo con el Bicentenario de Ecuador y con el inicio de un nuevo periodo de Rafael Correa como presidente de ese país. En la cumbre se transfirió la Presidencia pro témpore de Unasur, que hasta entonces recaía en Chile, a Ecuador.
En esta reunión se debatió como tema principal el acuerdo entre Colombia y Estados Unidos, por el cual se autoriza a este último la utilización de bases militares colombianas por efectivos estadounidenses. Esta situación es considerada por algunos países, especialmente por Venezuela y Bolivia, como un riesgo a la soberanía suramericana. El presidente de Colombia en aquel momento, Álvaro Uribe, no asistió a dicha cumbre.